# Plélan-le-Grand
Plélan-le-Grand är en kommun i departementet Ille-et-Vilaine i regionen Bretagne i nordvästra Frankrike. Kommunen ligger i kantonen Plélan-le-Grand som tillhör arrondissementet Rennes. År 2022 hade Plélan-le-Grand 4 063 invånare.

## Befolkningsutveckling
Antalet invånare i kommunen Plélan-le-Grand
Referens:INSEE